# Fromage de Mussy
De Fromage de Mussy is een Franse kaas, afkomstig uit de Champagne, uit het plaatsje Mussy-sur-Seine.
Er is één kleine kaasmaker in het plaatsje, Chicollet , die de kaas maakt.
De kaas is er een van het type Chaource.